# Ronald Leo Sprinkle
Ronald Leo Sprinkle (Rocky Ford, 31 agosto 1930) è uno psicologo statunitense.
Sprinkle ha studiato all'Università del Colorado, dove ha conseguito la laurea nel 1956. Nel 1961 ha conseguito il Ph.D. all'Università del Missouri. Tra il 1961 e il 1964 è stato Assistente all'Università del Dakota del Nord, poi è entrato come professore associato all'Università del Wyoming, dove in seguito è diventato professore ordinario.
L'oggetto delle sue ricerche ha riguardato il counseling, l'ipnosi e gli aspetti psicologici legati agli UFO e al paranormale.
Ritiratosi dall'Università nel 1989, si è dedicato alla professione privata.

## Attività in ufologia
Come lo stesso Sprinkle ha raccontato in una sua autobiografia, il suo interesse per gli UFO è cominciato nel 1949, quando ha visto in cielo uno di questi oggetti durante il periodo universitario. Nel 1956 ha osservato un UFO per la seconda volta insieme alla moglie Marylin. Ha cominciato allora ad interessarsi dell'argomento e nel 1962 è entrato a far parte del NICAP e dell'APRO.
Durante il periodo trascorso come professore all'Università del Wyoming, è stato il primo personaggio accademico ad indagare sui racconti delle presunte vittime di rapimento alieno. Su richiesta della Commissione Condon, nel 1968 ha sottoposto ad ipnosi regressiva il poliziotto Herbert Schirmer, una delle prime presunte vittime di un rapimento alieno. Da allora ha indagato su parecchi altri casi di presunti rapimenti alieni.
Nel 1980 ha fondato la Rocky Mountain UFO Conference, che si tiene ogni anno a Laramie.
Sprinkle ha pubblicato sugli UFO vari articoli e libri e ha partecipato a diversi programmi televisivi sull'argomento. Egli è convinto che gli UFO esistano e che siano di origine extraterrestre, anche se ammette che non è possibile provarlo. A differenza di altri ricercatori sui rapimenti alieni come Budd Hopkins e David Michael Jacobs, Sprinkle ritiene che gli alieni non abbiano scopi malevoli, ma che le loro attività, compresi i rapimenti, abbiano il fine di aiutare l'evoluzione dell'umanità.